# Kabinett Fagerholm II
Das Kabinett Fagerholm II war das 40. Regierungskabinett in der Geschichte Finnlands. Es amtierte vom 3. März 1956 bis zum 27. Mai 1957 (451 Tage).

## Minister
| Amt                                             | Name                                                                                       | Partei                                                     |
| ----------------------------------------------- | ------------------------------------------------------------------------------------------ | ---------------------------------------------------------- |
| Ministerpräsident                               | Karl-August Fagerholm                                                                      | Sozialdemokratische Partei Finnlands                       |
| Stellvertr. Ministerpräsident                   | 11. Januar 1957 – 27. Mai 1957 Johannes Virolainen                                         | Landbund                                                   |
| Außenminister                                   | Ralf Törngren                                                                              | Schwedische Volkspartei                                    |
| Justizminister                                  | 3. März 1956 – 2. Mai 1956 Vilho Väyrynen 2. Mai 1956 – 27. Mai 1957 Arvo Helminen         | Sozialdemokratische Partei Finnlands parteilos             |
| Innenminister                                   | Vilho Väyrynen                                                                             | Sozialdemokratische Partei Finnlands                       |
| Verteidigungsminister                           | Emil Skog                                                                                  | Sozialdemokratische Partei Finnlands                       |
| Finanzminister                                  | Aarre Simonen                                                                              | Sozialdemokratische Partei Finnlands                       |
| Stellvertr. Finanzminister                      | Mauno Jussila                                                                              | Landbund                                                   |
| Bildungsminister                                | Johannes Virolainen                                                                        | Landbund                                                   |
| Landwirtschaftsminister                         | Martti Miettunen                                                                           | Landbund                                                   |
| Stellvertr. Landwirtschaftsminister             | Vieno Simonen                                                                              | Landbund                                                   |
| Verkehrs- und Infrastrukturminister             | Eino Palovesi                                                                              | Landbund                                                   |
| Stellvertr. Verkehrs- und Infrastrukturminister | Hannes Tiainen                                                                             | Sozialdemokratische Partei Finnlands                       |
| Handels- und Industrieminister                  | Kauno Kleemola                                                                             | Landbund                                                   |
| Sozialminister                                  | 3. März 1956 – 17. Mai 1957 Eino Saari 17. Mai 1957 bis 27. Mai 1957 Tyyne Leivo-Larsson   | Volkspartei Finnlands Sozialdemokratische Partei Finnlands |
| Stellvertr. Sozialminister                      | 3. März 1956 – 17. Mai 1957 Tyyne Leivo-Larsson 5. März 1956 – 27. Mai 1957 Hannes Tiainen | Sozialdemokratische Partei Finnlands                       |